# Exobasidium ledi
Exobasidium ledi ist eine Pilzart der Familie der Nacktbasidienverwandten (Exobasidiaceae) aus der Ordnung Ustilaginomycotina. Sie ist ein Endoparasit von Porsten (Rhododendron subsect. Ledum spp.). Symptome des Befalls durch den Pilz sind gelbliche Flecken auf den Blättern der Wirtspflanzen. Das Verbreitungsgebiet der Art umfasst die subboreale Paläarktis.

## Merkmale

### Makroskopische Merkmale
Exobasidium ledi ist mit bloßem Auge zunächst nicht zu erkennen. Symptome des Befalls sind bis zu 5 mm breite, gelbliche Blattflecken sowie im Spätstadium auf der Blattunterseite hervortretendes Myzel.

### Mikroskopische Merkmale
Das Myzel von Exobasidium ledi wächst wie bei allen Nacktbasidien interzellulär und bildet Saugfäden, die in das Speichergewebe des Wirtes wachsen. Die viersporigen Basidien sind bis zu 100 µm lang und unseptiert. Sie wachsen direkt aus der Wirtsepidermis oder aus Spaltöffnungen. Die bananenartig bis subzylindrisch geformten Sporen sind hyalin und 12–15 × 2,5–4,5 µm groß. Die Konidien sind bazillen- bis annähernd spindelförmig und 4–6 × 1,0 µm groß.

## Verbreitung
Das bekannte Verbreitungsgebiet von Exobasidum ledi umfasst die subborealen Regionen Eurasiens. Möglicherweise kommt die Art auch in Nordamerika vor.

## Ökologie
Die Wirtspflanze von Exobasidium ledi sind verschiedene Porste (Rhododendron subsect. Ledum spp.). Der Pilz ernährt sich von den im Speichergewebe der Pflanzen vorhandenen Nährstoffen, seine Basidien brechen später durch die Blattoberfläche und setzen Sporen frei. Die Sporen keimen zu  Keimschläuchen und Konidien, aus denen sich dann neues Myzel entwickelt.